# Cryptostylis taiwaniana
Cryptostylis taiwaniana är en orkidéart som beskrevs av Genkei Masamune. Cryptostylis taiwaniana ingår i släktet Cryptostylis, och familjen orkidéer. Inga underarter finns listade i Catalogue of Life.